# صالح محمد
صالح محمد هو سباح سوري، ولد في 27 أبريل 1986 في دير الزور في سوريا.

## وصلات خارجية
- صالح محمد على موقع أوليمبيديا (الإنجليزية)